# Paolo Giustiniani Moneglia
Paolo Giustiniani Moneglia (Génova, 1506 – Génova, 1586) foi o 67.º Doge da República de Génova.

## Biografia
A 6 de outubro de 1569 Giustiniani Moneglia foi eleito o novo Doge da República de Génova, o vigésimo segundo desde a reforma bienal e o sexagésimo sétimo da história republicana. O seu mandato de dois anos foi caracterizado por períodos de embates entre as duas principais facções nobres e por episódios de fome que forçaram o Doge e o Senado a buscar novas fontes de abastecimento. Entre a sua gestão "acima das partes", apesar de pertencer à chamada "nova" nobreza, ele também sugeriu a nomeação em 1570 de Alexandre Sauli como bispo da diocese de Aleria (actual Alta-Córsega).
Depois de o mandato ter terminado a 6 de outubro de 1571, Paolo Giustiniani Moneglia continuou a servir ao estado genovês até à sua morte em Génova, em 1586. O seu corpo foi enterrado na igreja de Santa Maria di Castello.
Foi casado com Settimia Invrea, filha do futuro doge Silvestro Invrea, teve uma filha chamada Caterina.